# Йохан Фридрих фон Алвенслебен
Йохан Фридрих фон Алвенслебен (на немски: Johann Friedrich von Alvensleben; * 22 февруари 1736 в Магдебург; † 25 февруари 1819 в Редекин в Йерихов) е благородник от род Алвенслебен, господар на Финау, окр. Залцведел, и Редекин в Саксония-Анхалт.
Той е малкият син на Гебхард Йохан IV фон Алвенслебен в дворец Айхенбарлебен (1657 – 1728) и втората му съпруга София Вилхелмина фон Хаген (1710 – 1747), дъщеря на Бусо фон Хаген (1665 – 1734) и Доротея Хенриета фон Шьонинг (1682 – 1714). Баща му Гебхард Йохан IV фон Алвенслебен се жени трети път 1744 г. за Йохана Елеонора фон дер Шуленбург (1721 – 1808). По-малък брат е на Гебхард XXVIII фон Алвенслебен (1734 – 1801).
Дворецът Редекин е собственост на фамилията от 1780 до 1945 г.
Йохан Фридрих фон Алвенслебен умира на 83 години на 25 февруари 1819 г. в Редекин в Йерихов.

## Фамилия
Йохан Фридрих фон Алвенслебен се жени 11 ноември 1760 г. в Магдебург за Аделхайд Фридерика фон Кайзерлингк (* 3 юли 1744; † 12 юни 1818), дъщеря на Дидрих фон Кайзерлингк и графиня Доротея Елеонора Луиза Албертина фон Шлибен. Те се развеждат през 1771 г. Те имат седем деца:
- Лудвиг Фридрих фон Алвенслебен (* 15 септември 1762, Магдебург; † 30 декември 1820, Потсдам), женен на 19 февруари 1803 г. в Берлин за Хенриета Елеонора Хесе (* 18 октомври 1772, Берлин; † 2 февруари 1835, Потсдам); имат три деца
- Август Фридрих Вилхелм фон Алвенслебен, женен за Шарлота Йозефа Луиза Вилхелмина фон Шлипенбах
- Елеонора София Йохана Фридерика фон Алвенслебен
- Гебхард Хайнрих Лудвиг фон Алвенслебен
- Бернхардина Луиза Емилия Хенриета фон Алвенслебен, омъжена за Фридрих фон Риперда

Съпругата му Аделхайд Фридерика фон Кайзерлингк се омъжва втори път за фрайхер Георг Лудвиг фон Еделсхайм († 1 декември 1814).
Йохан Фридрих фон Алвенслебен се жени втори път на 18 септември 1776 г. в Рьогатц за Фридерика Каролина фон Клинглин (* 5 март 1749, Брюксел; † 18 април 1799, Магдебург), дъщеря на Карл Теофилус Доебелин. Те имат един син:
- Фердинанд Гебхард Карл Едуард фон Алвенслебен (* 1 август 1787, Магдебург; † 5 юли 1876, Редекин), женен I. на 19 декември 1808 г. за Амалия Кристина Луиза Елеонора фон Щедерн (* 31 декември 1788, Халберщадт; † 18 ноември 1816, Редекин от шарка), II. на 27 септември 1818 г. в Дещет за Доротея Маргарета Сидония фон Велтхайм (* 27 август 1801, Дещет; † 8 октомври 1879, Редекин); има общо шест деца